# Liste der Lordkanzler von Irland
Der Lordkanzler von Irland  (englisch Lord Chancellor of Ireland, irisch Tiarna Seansailéara na hÉireann) bezeichnet den Inhaber des höchsten Richteramts im englisch beherrschten Irland seit während der Herrschaft Heinrich II. Teile von Ostirland durch England erobert wurden bis zur Unabhängigkeit Irlands, am 6. Dezember 1921, als die Aufgaben des Amts auf den Governor of Northern Ireland übertragen wurden. Offiziell wurde das Amt im März 1922 aufgelöst. Als das Amt des Governors 1973 aufgelöst wurde, übernahm schließlich der Secretary of State for Northern Ireland die Aufgaben des Lordkanzlers. Von 1721 bis 1801 war der Lordkanzler auch das höchste politische Amt im Irischen Parlament.

## Amtsgeschichte

### Ursprünge des Amts
In den letzten Tagen des römischen Imperiums wurde der Urkundenbeamte des Kaisers (Notar) als Kanzler bezeichnet. Zu seinen Aufgaben gehörte, Gesetze zu verhindern (engl. to cancel), die mit anderen Gesetzen des Imperiums in Konflikt standen. Nach dem Zusammenbruch des weströmischen Reiches besetzten Herrscher in Europa ein Amt mit ähnlichen Funktionen.

### Lordkanzler von Irland
Nach der anglonormannischen Eroberung des östlichen Küstenstreifens Irlands durch England während der Feldzüge Heinrich II. von England, setzte dieser die Judikative in Irland nach englischem Vorbild um. Hierzu wurde analog zum Lordkanzler von England und Wales und dem Lordkanzler von Schottland, 1186 auch ein Lordkanzler für Irland eingesetzt.
Während das Amt des Lordkanzlers von Schottland und England durch den Act of Union 1707 verschmolzen wurden, wurde dies bei der Fusion des Vereinigten Königreichs mit der Irland im Act of Union 1800 unterlassen. So blieb das Amt erhalten, bis es 1921 mit der Unabhängigkeit Irlands aufgelöst wurde.

## Liste der Lordkanzler von Irland
Die Grundlage der folgenden Liste ist O. J. Burkes Liste von 1186 bis 1874. Diese Liste wurde um weitere Quellen und Belege ergänzt und mit Kommentaren versehen. Das Ziel war eine möglichst vollständige Liste von Personen, die als Lordkanzler von Irland genannt werden, selbst wenn diese Personen, wie beispielsweise bei John Worchley oder Fromund le Brunn nicht eindeutig nachgewiesen werden können.:6 In solchen Fällen wird dies in einem Kommentar vermerkt.
| Nr    | ab   | bis                                       | Lord Chancellor                                                      | Anmerkungen |
| ----- | ---- | ----------------------------------------- | -------------------------------------------------------------------- | --- |
| 1     | 1186 |                                           | Stephen de Ridell oder Ridel:6:xi                                    | Auch wenn Burke und andere Quellen Ridell, Worchley und Brunn nennen, so gibt es laut Ball keinen Beleg für ihre Kanzlerschaft.:6 Während Ridell noch als Person im Gefolge von Prinz John nachgewiesen werden kann, können die beiden anderen nicht einmal historisch belegt werden.:6 Trotz der vorherigen Aussage führt nicht Ridell, sondern Worchley die Liste von Smythe an.              |
| 2     | 1219 |                                           | John de Worchley:6:xi (John de Worcheley)                            | Auch wenn Burke und andere Quellen Ridell, Worchley und Brunn nennen, so gibt es laut Ball keinen Beleg für ihre Kanzlerschaft.:6 Während Ridell noch als Person im Gefolge von Prinz John nachgewiesen werden kann, können die beiden anderen nicht einmal historisch belegt werden.:6 Trotz der vorherigen Aussage führt nicht Ridell, sondern Worchley die Liste von Smythe an.              |
| 3     | 1230 |                                           | Fromund le Brunn:6:xi                                                | Auch wenn Burke und andere Quellen Ridell, Worchley und Brunn nennen, so gibt es laut Ball keinen Beleg für ihre Kanzlerschaft.:6 Während Ridell noch als Person im Gefolge von Prinz John nachgewiesen werden kann, können die beiden anderen nicht einmal historisch belegt werden.:6 Trotz der vorherigen Aussage führt nicht Ridell, sondern Worchley die Liste von Smythe an.              |
| 4     | 1232 |                                           | Ralph de Neville:xi                                                  | Bischof von Chichester; Burke nennt an vierter Stelle Ralph de Neville.:xi Neville wird in Balls Ausführungen als Lordkanzler von England benannt, dessen Stellvertreter Geoffrey de Turville ab 1232 als Lordkanzler von Irland agiert.:9 Burke führt Turville erst ab 1237 als fünften Amtsinhaber.:xi                                                                                        |
| 1232  |      | Geoffrey de Turville:9 (Geffrey Tubville) | Erzdiakon von Dublin;                                                | |
| 5     | 1236 |                                           | Alan of the Holy Faith:xi (Alan de Sancta Fide) (Alan de Sanctafide) | Im Jahr 1235 wird der Name Alan de Sancta Fide angegeben.:9 In zeitgenössischen Dokumenten sucht man den Namen aber vergeblich.:9 |
| 6     | 1236 |                                           | Robert de Luttrell:xi                                                | |
| 7     | 1237 |                                           | Geoffrey de Turville:xi                                              | |
| 8     | 1237 |                                           | Ralph:xi                                                             | Bischof von Norwich; Haydn gibt als Jahr der Ernennung 1249 an, wodurch die Reihenfolge mit William Wilward (Welward) verändert würde. |
| 9     | 1245 |                                           | William Wilward:xi (Welward)                                         | |
| –     | 1249 |                                           | Ralph                                                                | Weder Burke noch Haydn erwähnen eine zweite Amtszeit. |
| 10    | 1259 |                                           | Fromund le Brunn:xi                                                  | |
| 11    | 1283 |                                           | Walter de Fulburn:xi                                                 | |
| 12    | 1285 |                                           | William de Beauclerc:xii (William de Buerlaco)                       | |
| 13    | 1292 |                                           | Thomas Cantoc:xii                                                    | anschließend Bischof von Emly (1306–1309); |
| 14    | 1293 |                                           | Walter de Thornbury:xii (Walter de Thornburg)                        | |
| 15    | 1294 |                                           | Adam de Woddington:xii                                               | |
| –     | 1295 |                                           | Thomas Cantoc                                                        | Diese Amtszeit wird von Burke und Haydn nicht erwähnt. |
| 16    | 1307 |                                           | Richard Bereford:xii                                                 | |
| 17    | 1317 |                                           | William Fitz John:xii                                                | Erzbischof von Cashel; |
| 18    | 1321 |                                           | Roger Utlagh:xii (Roger Outlawe)                                     | Prior of Kilmainham |
| 19    | 1325 |                                           | Alexander de Bicknor:xii (Bykenor)                                   | Erzbischof von Dublin |
| 20    | 1330 |                                           | Adam de Limberg:xii                                                  | |
| 21    | 1331 |                                           | William:xii                                                          | Prior of Kilmainham; In den Folgejahren gibt Haydn im Wechsel Adam de Limberg und Roger Utlagh an. |
| 22    | 1337 |                                           | Thomas Charlton:xii                                                  | Bischof von Hereford; |
| 23    | 1338 |                                           | Robert de Henningsberg:xii                                           | |
| 24    | 1340 |                                           | Robert de Askeby:xii                                                 | Prior of St. John of Jerusalem |
| 25    | 1341 |                                           | John L’Archer:xii (1343)                                             | Prior of Kilmainham; Haydn gibt 1342 einen Roger Darcy und 1343 einen John de Battail an, die beide in anderen Listen nicht zu finden sind. |
| 26    | 1346 |                                           | John Morice:xii                                                      | |
| 27    | 1350 |                                           | John de St. Paul:xii                                                 | Erzbischof von Dublin |
| 28    | 1356 |                                           | Richard d'Askeaton:xii                                               | Haydn nennt als Jahr der Ernennung 1354. |
| 29    | 1357 |                                           | John de Frowick:xii                                                  | Prior of Kilmainham; Nach Haydn John und Smyth 'de Frowyk', wobei er vor Frowyk 1355 erneut John de St. Paul nennt. |
| 30    | 1357 |                                           | Thomas de Burley:xii                                                 | Prior of Kilmainham; Hier nennt Haydn den Mönch John de Mora und dann erneut Thomas Burley. |
| 31    | 1363 |                                           | Robert de Askeaton:xii (Richard de Assheton)                         | Prior of Newtown; Zudem nennt Haydn 1366 Thomas Scurlock, Abt von St. Thomas’s in Dublin. |
| 32    | 1368 |                                           | Thomas le Revi:xii (Thomas le Reve)                                  | Bischof von Waterford. Erneut nennt Haydn Thomas Burley, der auf Reve folgt, bevor die nächste Person auf Burkes Liste genannt wird. |
| 33    | 1371 |                                           | John de Rotheby:xiii (John de Bothby) (John de Botheby)              | |
| 34    | 1372 |                                           | William Taney:xiii (Tany)                                            | Prior of Kilmainham; In Haydns Liste folgen auf Taney mehrere Personen, bevor die nächste Person aus Burkes Liste genannt wird. Dies sind 1374 erneut Bothby (Rothby), dann erneut Tany. |
| –     | 1375 |                                           | John Keppock                                                         | |
| 35    | 1377 |                                           | Robert de Wickford:xiii (Wikeford/Wickford)                          | Erzbischof von Dublin |
| 36    | 1377 |                                           | Alexander Balscot:xiii (Balscott)                                    | Bischof von Ossory; Balscot wird von Haydn in einer Zeile mit Wikeford genannt, vermutlich weil beide im gleichen Jahr ernannt waren. |
| 37    | 1379 |                                           | John Colton:xiii                                                     | Erzbischof von Armagh; |
| –     | 1381 |                                           | Ralph Chene (oder Cheney)                                            | In anderen Listen wird Chene nicht genannt. Die auf Burkes Liste basierende Nummerierung wurde daher nicht genannt. |
| –     | 1385 |                                           | Robert de Wickford und Robert Sutton                                 | |
| –     | 1386 |                                           | Alexander Balscott (erneut)                                          | |
| 38    | 1387 |                                           | Richard White:xiii                                                   | Prior of Kilmainham |
| 39    | 1391 |                                           | Robert Preston:xiii                                                  | Preston wird laut Haydn 1388 ernannt. Dann folgen 1389 erneut Roger Outlawe und Thomas Charlton, sowie Alexsander Balscot. Erst dann nennt Haydn wie in der Burkeschen Liste Preston 1391 als ständigen Amtsinhaber. |
| 40    | 1391 |                                           | Robert Waldby:xiii (Waldby/1392)                                     | Erzbischof von York |
| 41    | 1393 |                                           | Richard Northalis:xiii                                               | Bischof von Ossory |
| –     | 1394 |                                           | Alexander Balscot (erneut)                                           | Zusätze gemäß der Liste von Haydn. |
| –     | 1395 |                                           | Robert de Wickford (erneut)                                          | Zusätze gemäß der Liste von Haydn. |
| 42    | 1397 |                                           | Robert Baybroke:xiii                                                 | Bischof von London; Auch diese Ernennung sieht bei Haydn turbulenter aus. Er nennt vor Baybroke noch eine erneute Amtszeit von Alexander Balscot. Dann, in der gleichen Zeile für 1397 nennt Haydn erneut Robert Sutton und Thomas Cranley. |
| 43    | 1398 |                                           | Thomas Cranly:xiii:16                                                | Erzbischof von Dublin; Cranlys Name wird von James Joyce in seinem Roman Ulysses verwendet, wo die Kombination von Kleriker und Staatsmann einen English-Irischen Betrug symbolisiert.:16 |
| –     | 1400 |                                           | Alexander Balscot (erneut)                                           | Zusätze gemäß der Liste von Haydn. |
| –     | 1401 |                                           | Thomas Cranley (erneut)                                              | Zusätze gemäß der Liste von Haydn. |
| –     | 1397 |                                           | Thomas de Everdon (erneut)                                           | Zusätze gemäß der Liste von Haydn. |
| –     | 1397 |                                           | Richard Rede gemeinsam mit John Bermingham                           | Zusätze gemäß der Liste von Haydn. Später im gleichen Jahr nennt Haydn erneut Robert Sutton. |
| –     | 1397 |                                           | Laurence Merbury (oder Marbury)                                      | Zusätze gemäß der Liste von Haydn. |
| 44    | 1410 |                                           | Patrick Barret:xiii                                                  | Bischof von Ferns |
| 45    | 1413 |                                           | Laurence Merbury:xiii                                                | Vor Merbury führt Haydn erneut Robert Sutton und Thomas Cranley in 1412 an. |
| 46    | 1416 |                                           | William Fitz Thomas:xiii (Fitzthomas)                                | Prior of Kilmainham; Haydns Liste nennt als seine unmittelbaren Vorgänger ab 1415 erneut Thomas Cranley und Patrick Barret, die nicht in Burkes Liste genannt werden. Ab 1419 nennt Haydn erneut Laurence Merbury, bevor Fitzthomas 1421 erneut genannt wird. Schließlich scheint Merbury erneut die Amtsgeschäfte übernommen haben, bevor die Listen in Sedgrave einen gemeinsam Punkt finden. |
| 47    | 1423 |                                           | Richard Sedgrave:xiii                                                | |
| 48    | 1423 |                                           | William Tinbreagh:xiii                                               | Tinbreagh wird in Haydns Liste nicht genannt. |
| 49    | 1423 |                                           | Richard Talbot:xiii                                                  | Erzbischof von Dublin |
| 50    | 1426 |                                           | Robert FitzEustace:xiii                                              | Haydn nennt eine erneute Amtszeit von Fitzthomas, bevor Fitz-Eustace genannt wird. Haydn nennt in dieser Zeile aber auch erneute Amtszeiten für Richard Talbot und Robert Sutton. |
| 51    | 1438 |                                           | Thomas Chace:xiii (Chase)                                            | Haydn nennt Chase ab 1434 |
| –     | 1435 |                                           | Thomas Strange                                                       | Zusätze gemäß der Liste von Haydn. |
| –     | 1436 |                                           | Richard Fitz-Eustace (erneut)                                        | Zusätze gemäß der Liste von Haydn. In gleicher Zeile nennt Haydn auch Robert Dyke oder Dyce oder Dyche aus Dublin. |
| –     | 1441 |                                           | Thomas Strange (erneut)                                              | Zusätze gemäß der Liste von Haydn. |
| 52    | 1446 |                                           | Richard Wogan:xiii (1444)                                            | |
| –     | 1445 |                                           | William Cheevers                                                     | Zusätze gemäß der Liste von Haydn. |
| 53    | 1446 |                                           | John Talbot:xiii                                                     | Hier nennt Haydn erneut Robert Dyke. |
| 54    | 1449 |                                           | Thomas FitzGerald:xiii                                               | Abbot; Haydn ergänzt im gleichen Jahr Thomas Talbot. |
| 55    | 1451 |                                           | Edmund Ouldhall:xiv                                                  | Bischof von Meath; Ouldhall wird von Haydn nicht genannt. |
| 56    | 1453 |                                           | Edward Fitz Eustace:xiv                                              | |
| –     | 1454 |                                           | William Wells                                                        | Zusätze gemäß der Liste von Haydn. |
| 57    | 1459 |                                           | Edmund:xiv                                                           | |
| 58    | 1460 |                                           | John Dynham:xiv                                                      | Dynham wird von Haydn als unmittelbarer Nachfolger von Edmund genannt, aber nicht in einer eigenen Zeile aufgeführt. |
| 59    | 1461 |                                           | William Welles:xiv                                                   | Es ist nicht klar, ob Welles hier zu spät genannt wird, oder ob es sich um eine andere Amtsperiode handelt. Haydn führt die Liste mit einer erneuten Amtszeit von Robert Preston an. |
| 60    | 1462 |                                           | John Tiptoft:xiv                                                     | Bei Haydn John, Earl of Worcester. |
| 61    | 1463 |                                           | Thomas FitzGerald:xiv (1464)                                         | |
| 62    | 1468 |                                           | Robert Allameston:xiv (Robert Allaunston)                            | |
| 63    | 1468 |                                           | William Dubley:xiv (Dudley)                                          | |
| –     | 1472 |                                           | Robert Portlester gemeinsam mit John Taxton                          | Zusätze gemäß der Liste von Haydn. |
| 64/65 | 1472 |                                           | Robert FitzEustace gemeinsam mit John Taxton:xiv                     | FitzEustace wird von Haydn nicht genannt. |
| 66    | 1474 |                                           | George de Venbam:xiv (Gilbert de Venham)                             | Haydn ergänzt hier Richard FitzEustace, also abweichend von dem durch Burke genannten Robert FitzEustace. |
| 67    | 1480 |                                           | William Sherwood:xiv                                                 | Bischof von Meath; |
| 68    | 1481 |                                           | Laurence de St. Lawrence:xiv                                         | Haydn erwähnt eine zweite Amtszeit von William Sherwood. |
| –     | 1482 |                                           | Walter Champflower                                                   | Abt von St. Marys; Zusätze gemäß der Liste von Haydn. |
| 69    | 1483 |                                           | Robert St. Lawrence:xiv                                              | |
| 70    | 1483 |                                           | Thomas FitzGerald:xiv                                                | Haydn nennt FitzGerald zusammen mit Robert St. Lawrence. |
| –     | 1486 |                                           | Roland of Portlester                                                 | Zusätze gemäß der Liste von Haydn. |
| 71    | 1492 |                                           | Alexander Plunket:xiv                                                | |
| 72    | 1494 |                                           | Henry Deane:xiv                                                      | Erzbischof von Canterbury; |
| 73    | 1496 |                                           | Walter Fitzsimmons:xiv                                               | Erzbischof von Dublin |
| 74    | 1498 |                                           | William Rokeby:xiv                                                   | Erzbischof von Dublin |
| –     | 14   |                                           | Walter Fitzsimons                                                    | Zusätze gemäß der Liste von Haydn. |
| 75    | 1509 | 1513                                      | Nicholas St. Lawrence:xiv                                            | Haydn nennt aber auch eine erneute Amtszeit von Fitzsimons. |
| 76    | 1513 |                                           | William Compton:xiv                                                  | |
| –     | 1515 |                                           | William Rokeby                                                       | Zusätze gemäß der Liste von Haydn. |
| 77    | 1527 |                                           | Hugh Inge:xv                                                         | Erzbischof von Dublin |
| 78    | 1528 |                                           | John Allen:xv                                                        | Erzbischof von Dublin |
| 79    | 1532 |                                           | George Cromer:xv                                                     | Erzbischof von Armagh; |
| 80    | 1534 | 1538                                      | John Barnewall:xv                                                    | |
| 81    | 1538 |                                           | John Allen:xv                                                        | |
| 82    | 1547 |                                           | Richard Reade:xv (Read)                                              | Haydn nennt 1546 zuerst Thomas Cusack und dann erst Read, welcher dann ab 1547 in Haydns Liste geführt wird. |
| –     | 1548 |                                           | John Allen                                                           | Zusätze gemäß der Liste von Haydn. |
| 83    | 1550 |                                           | Thomas Cusack:xv                                                     | Haydn merkt bei Cusack an, dass dieser nur in Abwesenheit von Allen die Amtsgeschäfte führte. |
| –     | 1555 |                                           | William Fitzwilliam                                                  | Zusätze gemäß der Liste von Haydn. |
| 84    | 1555 |                                           | Hugh Curwen:xv                                                       | Erzbischof von Dublin; Haydn nennt Curwen erst nach Fitzwilliam. |
| 85    | 1567 |                                           | Robert Weston:xv                                                     | |
| –     | 1573 |                                           | Adam Loftus                                                          | Zusätze gemäß der Liste von Haydn. Loftus taucht bei Burke erst 1581 auf. |
| 86    | 1576 |                                           | William Gerrard:xv                                                   | |
| –     | 1577 |                                           | Adam Loftus                                                          | Zusätze gemäß der Liste von Haydn. Ab 1577 übernimmt Adam Loftus die Amtsgeschäfte in Gerrards Abwesenheit. Hier ist möglicherweise ein anderer Adam Loftus gemeint, als der 1573 genannte. Ab 1578 führt Haydn Loftus als den hauptamtlichen Würdenträger. |
| 87    | 1581 |                                           | Adam Loftus:xv                                                       | Protestantischer Erzbischof von Dublin; Haydn nennt 1578 als Jahr der Ernennung. |
| 88    | 1605 | 1619                                      | Thomas Jones:xv                                                      | Protestantischer Erzbischof von Dublin und Schwager von Adam Loftus. |
| 89    | 1619 |                                           | Adam Loftus (Lord Ely):xv                                            | Loftus wird in Haydns Liste erst wieder ab 1625 geführt. Haydn führt Winston Jones, William Mcthwold und Faser Aungior, bevor er 1619 wieder Loftus nennt. |
| –     | 1638 |                                           | Robert Dillon                                                        | Zusätze gemäß der Liste von Haydn. Hier nennt Haydn auch Christopher Wandesford und Philipp Mainwaring. |
| 90    | 1638 |                                           | Richard Bolton:xv (Richard Bullon)                                   | |
| 91    | 1656 |                                           | William Steele:xv                                                    | |
| 92    | 1660 |                                           | Maurice Eustace:xvi:363                                              | |
| –     | 1665 |                                           | Richard Pepys                                                        | Zusätze gemäß der Liste von Haydn. |
| 93    | 1665 |                                           | Michael Boyle:xvi                                                    | Protestantischer Erzbischof von Armagh; |
| 94    | 1686 |                                           | Charles Porter:xvi                                                   | |
| 95    | 1686 |                                           | Alexander Fitton:xvi                                                 | |
| –     | 1690 |                                           | Richard Pyne                                                         | Zusätze gemäß der Liste von Haydn. |
| –     | 1697 |                                           | John Jeffreyson, Thomas Coote und Nehemiah Donellan; kommissarisch   | Zusätze gemäß der Liste von Haydn. |
| 96    | 1696 |                                           | John Methuen:xvi                                                     | |
| 97    | 1703 |                                           | Richar Cox:xvi                                                       | |
| 98    | 1707 |                                           | Richard Freeman:xvi                                                  | |
| –     | 16   |                                           | Robert, Earl of Kildare und Thomas Keightley, kommissarisch          | Zusätze gemäß der Liste von Haydn. |
| 99    | 1710 |                                           | Constantine Henry Phipps:xvi                                         | |
| 100   | 1714 |                                           | Alan Brodrick:xvi                                                    | |
| 101   | 1725 |                                           | Richard West:xvi                                                     | |
| 102   | 1726 |                                           | Thomas Wyndham:xvi                                                   | |
| 103   | 1739 |                                           | Robert Jocelyn:xvi                                                   | |
| 104   | 1756 |                                           | John Bowes:xvi                                                       | |
| 105   | 1767 |                                           | James Hewitt:xvi                                                     | |
| 106   | 1789 | 1802                                      | John FitzGibbon:xvii                                                 | Haydn führt hier zuerst die kommissarischen Amtsinhaber Robert Fowler, Hugh Carleton und Samuel Bradstreet. |
| 107   | 1802 |                                           | John Freeman-Mitford:xvii                                            | |
| 108   | 1806 |                                           | George Ponsonby:xvii                                                 | |
| 109   | 1807 |                                           | Thomas Manners-Sutton:xvii                                           | |
| 110   | 1827 |                                           | Anthony Hart:xvii                                                    | |
| 111   | 1830 |                                           | William Conyngham:xvii                                               | |
| 112   | 1835 |                                           | Edward Sugden:xvii (Edward Brutenshaw Sudgen)                        | |
| 113   | 1841 |                                           | John Campbell:xvii                                                   | |
| 114   | 1846 |                                           | Maziere Brady:xvii                                                   | |
| 115   | 1852 |                                           | Francis Blackburne:xvii                                              | |
| –     | 1853 |                                           | Maziere Brady (erneut)                                               | Zusätze gemäß der Liste von Haydn. Diese Amtszeit wird von Burke nicht erwähnt. |
| 116   | 1857 | 1859                                      | Joseph Napier:xvii                                                   | |
| –     | 1859 |                                           | Maziere Brady (erneut)                                               | Zusätze gemäß der Liste von Haydn. Auch diese Amtszeit wird von Burke nicht erwähnt. |
| –     | 1866 |                                           | Francis Blackburne (erneut)                                          | Zusätze gemäß der Liste von Haydn. Diese Amtszeit wird von Burke nicht erwähnt. |
| 117   | 1867 |                                           | Abraham Brewster:xvii                                                | |
| 118   | 1868 |                                           | Thomas O’Hagan:xvii                                                  | |
| –     |      |                                           | Joseph Napier, Justice Lawson und William Brooke, kommissarisch      | |
| 119   | 1874 |                                           | John Thomas Ball:xvii                                                | |
| –     | 1880 | 1881                                      | Thomas O’Hagan                                                       | |
| –     | 1881 | 1883                                      | Hugh Lawe                                                            | |
| –     | 1883 | 1885                                      | Edward Sullivan                                                      | |
| –     | 1885 |                                           | John Naish                                                           | |
| –     | 1885 | 1886                                      | Edward Gibson                                                        | |
| –     | 1886 |                                           | John Naish                                                           | |
| –     | 1886 | 1892                                      | Edward Gibson                                                        | |
| –     | 1892 | 1895                                      | Samuel Walker                                                        | |
| –     | 1895 | 1905                                      | Edward Gibson                                                        | |
| –     | 1905 | 1911                                      | Samuel Walker                                                        | |
| –     | 1911 | 1913                                      | Redmond John Barry                                                   | |
| –     | 1913 | 1918                                      | Ignatius O’Brien                                                     | |
| –     | 1918 | 1921                                      | James Campbell                                                       | 1921 wurde Campbell geadelt. |
| –     | 1921 | 1922                                      | John Ross                                                            | Ross war der letzte Amtsinhaber des traditionsreichen Amtes. |